# 沟门前
沟门前碗团，简称沟门前，又称柳林碗团，是中华人民共和国山西省吕梁市柳林县的土特产、三晋老字号。

## 特点
柳林当地以碗团及芝麻饼为代表，清末民初由于境内安民，商业贸易非常繁华。碗团以柳林当地荞麦面为原料，其性柔质韧，口感软中有坚，当地人食用多配以蒜泥、香油、特制辣椒酱等佐料。2009年，山西省人民政府公布第二批省级非物质文化遗产名录，其中柳林县沟门前风味食品有限公司为代表的“柳林碗团制作技艺”入选。2019年5月，山西省商务厅公示了首批“三晋老字号”名单，其中由柳林县沟门前风味食品有限公司为代表的沟门前通过审核进行公示。